# Tadao Horie
Tadao Horie (堀江 忠男, Horie Tadao, né le 13 septembre 1913 dans la préfecture de Shizuoka au Japon et mort le 29 mars 2003) est un footballeur japonais.